# کوئین بی (کشتی)
کوئین بی (کشتی) (به انگلیسی: Queen Bee (ship)) یک کشتی بود. این کشتی در سال ۱۸۵۲ ساخته شد.